# Communes de la ville métropolitaine de Gênes
- Haut – A
- B
- C
- D
- E
- F
- G
- H
- I
- J
- K
- L
- M
- N
- O
- P
- Q
- R
- S
- T
- U
- V
- W
- X
- Y
- Z

## A
- Arenzano
- Avegno

## B
- Bargagli
- Bogliasco
- Borzonasca
- Busalla

## C
- Camogli
- Campo Ligure
- Campomorone
- Carasco
- Casarza Ligure
- Casella
- Castiglione Chiavarese
- Ceranesi
- Chiavari
- Cicagna
- Cogoleto
- Cogorno
- Coreglia Ligure
- Crocefieschi

## D
- Davagna

## F
- Fascia
- Favale di Malvaro
- Fontanigorda

## G
- Gênes
- Gorreto

## I
- Isola del Cantone

## L
- Lavagna
- Leivi
- Lorsica
- Lumarzo

## M
- Masone
- Mele
- Mezzanego
- Mignanego
- Mocònesi
- Moneglia
- Montebruno
- Montoggio

## N
- Ne
- Neirone

## O
- Orero

## P
- Pieve Ligure
- Portofino
- Propata

## R
- Rapallo
- Recco
- Rezzoaglio
- Ronco Scrivia
- Rondanina
- Rossiglione
- Rovegno

## S
- San Colombano Certénoli
- Sant'Olcese
- Santa Margherita Ligure
- Santo Stefano d'Aveto
- Savignone
- Serra Riccò
- Sestri Levante
- Sori

## T
- Tiglieto
- Torriglia
- Tribogna

## U
- Uscio

## V
- Valbrevenna
- Vobbia

## Z
- Zoagli